# Paul Motian
Paul Motian (25. března 1931 Filadelfie, Pensylvánie – 22. listopadu 2011 New York) byl americký jazzový bubeník a skladatel. Na bicí začal hrát ve dvanácti letech. Svou profesiální kariéru zahájil v roce 1954, když hrál s Thelonious Monkem. Od roku 1959 do roku 1964 byl členem tria Billa Evanse. Po řadu let hrál také s Keithem Jarrettem (1967–1976).

## Diskografie
- Conception Vessel (ECM, 1972)
- Tribute (ECM, 1974)
- Dance (ECM, 1977)
- Le Voyage (ECM, 1979)
- Psalm (ECM, 1982)
- The Story of Maryam (Soul Note, 1984)
- Jack of Clubs (Soul Note, 1985)
- It Should've Happened a Long Time Ago (ECM, 1985)
- Misterioso (Soul Note, 1986)
- One Time Out (Soul Note, 1987)
- Monk in Motian (JMT, 1988)
- On Broadway Volume 1 (JMT, 1989)
- Bill Evans (JMT, 1990)
- On Broadway Volume 2 (JMT, 1990)
- Motian in Tokyo (JMT, 1991)
- On Broadway Volume 3 (JMT, 1991)
- Paul Motian and the Electric Bebop Band (JMT, 1992)
- Trioism (JMT, 1993)
- Reincarnation of a Love Bird (JMT, 1994)
- Sound of Love (Winter & Winter, 1995 [1997])
- At the Village Vanguard (JMT, 1995)
- Flight of the Blue Jay (Winter & Winter, 1998)
- 2000 + One (Winter & Winter, 1997 [1999])
- Play Monk and Powell (Winter & Winter, 1998 [1999])
- Europe (Winter & Winter, 2000 [2001])
- Holiday for Strings (Winter & Winter, 2001 [2002])
- I Have the Room Above Her (ECM, 2004 [2005])
- Garden of Eden (ECM, 2004 [2007])
- On Broadway Vol. 4 or The Paradox of Continuity (Winter & Winter, 2005)
- Time and Time Again (ECM, 2006)
- Live at the Village Vanguard (Winter & Winter, 2006 [2007])
- Live at the Village Vanguard Vol. II (Winter & Winter, 2006 [2008])
- Live at the Village Vanguard Vol. III (Winter & Winter, 2006 [2010])
- On Broadway Volume 5 (Winter & Winter, 2009)
- Lost in a Dream (ECM, 2010)
- The Windmills of Your Mind (Winter & Winter, 2011)

s Michaelem Adkinsem
- Rotator (HatHut, 2008)

s Geri Allenem a Charlie Hadenem
- In the Year of the Dragon (JMT, 1989)
- Segments (DIW, 1989)
- Live at the Village Vanguard (DIW, 1991)

s Timem Bernem (+ Ed Schuller a C. Herb Robertson)
- Songs and Rituals in Real Time (Empire, 1982/Screwgun, 1998)
- The Ancestors (Soul Note/CAM Jazz, 1982)
- Mutant Variations (Soul Note/CAM Jazz, 1984)

s Samuelem Blaserem
- Consort in Motion (Kind of Blue, 2011)

s Paulem Bleyem
- Paul Bley with Gary Peacock (ECM, 1970)
- Fragments (ECM, 1986)
- Notes (Soul Note, 1987)
- The Paul Bley Quartet (ECM, 1987)
- Memoirs (Soul Note, 1990) + Charlie Haden
- Zen Palace (Transheart, 1993) + Steve Swallow
- Not Two, Not One (ECM, 1998) + Gary Peacock

s Jakobem Bro (+ Bill Frisell, Lee Konitz a Ben Street)
- Balladeering (Loveland, 2009)

s Chickem Coreou a Eddie Gomezem
- Further Explorations (Universal Classics/Jazz Japan, 2011)

s Marilyn Crispell
- Nothing Ever Was, Anyway: Music of Annette Peacock (ECM, 1997)
- Amaryllis (ECM, 2000)
- Storyteller (ECM, 2003)

s Billem Evansem
- New Jazz Conceptions (Riverside, 1957)
- Portrait in Jazz (Riverside, 1959)
- Explorations (Riverside, 1961)
- Sunday at the Village Vanguard (Riverside, 1961)
- Waltz for Debby (Riverside, 1961)
- How My Heart Sings! (Riverside, 1962)
- Moon Beams (Riverside, 1962)
- Nirvana (Atlantic, 1962) + Herbie Mann
- Trio '64 (Verve, 1963)

s Pierrem Favre
- Singing Drums (ECM, 1984)

s Billem Frisellem
- Rambler (ECM, 1985)
- Bill Frisell, Ron Carter, Paul Motian (Nonesuch, 2006)

s Anat Fort (+ Perry Robinson a Ed Schullerú
- A Long Story (ECM, 2004)

s Charlie Hadenem
- Liberation Music Orchestra (Impulse! 1969)
- Closeness (Horizon/Verve, 1976)
- Ballad of the Fallen (ECM, 1982)
- Etudes (Soul Note, 1987)
- The Montreal Tapes: with Geri Allen and Paul Motian (Verve, 1989 [1997])
- The Montreal Tapes: with Gonzalo Rubalcaba and Paul Motian (Verve, 1989 [1997])
- The Montreal Tapes: with Paul Bley and Paul Motian (Verve, 1989 [1994])
- The Montreal Tapes: Liberation Music Orchestra (Verve, 1989 [1997])
- Dream Keeper (Blue Note, 1989)

s Keithem Jarrettem
- Life Between the Exit Signs (Vortex, 1967)
- Somewhere Before (Atlantic, 1968)
- The Mourning of a Star (Atlantic, 1971)
- El Juicio (The Judgement) (Atlantic, 1971)
- Birth (Atlantic, 1971)
- Expectations (Columbia, 1972)
- Fort Yawuh (Impulse!, 1973)
- Treasure Island (Impulse!, 1974)
- Backhand (Impulse!, 1974)
- Death and the Flower (Impulse!, 1974)
- Mysteries (Impulse!, 1975)
- Shades (Impulse!, 1975)
- Bop-Be (Impulse!, 1976)
- The Survivors' Suite (ECM, 1976)
- Eyes of the Heart (ECM, 1979)
- At the Deer Head Inn (ECM, 1992)

s Masabumi Kikuchi
- Sunrise (ECM, 2012)

s Frankem Kimbroughem
- Play (Palmetto, 2006)

s Lee Konitzem, Brad Mehldau, Charlie Hadenem
- Live at Birdland (ECM, 2011)

s Russ Lossing
- Dreamer (Double Time, 2000)
- As It Grows (Hat Hut, 2004)

s Joe Lovanoem
- Village Rhythm (Soul Note, 1988)
- I'm All for You (Blue Note, 2004)
- Joyous Encounter (Blue Note, 2005)

s Billem McHenrym
- Bill McHenry Quartet Featuring Paul Motian (Fresh Sound, 2002)
- Roses (Sunny Side, 2007)
- Ghosts of the Sun (Sunny Side, 2011)

Stephan Oliva a Bruno Chevillon
- Fantasm - The Music of Paul Motian (BMG France/RCA Victor, 2000)

s Enriconem Pieranunzi
- Flux and Change (Soul Note, 1995)

s Augustem Pirroddaou
- No Comment (Jazzwerkstatt, 2011)

s Enricem Rava
- Tati (ECM, 2004)
- New York Days (ECM, 2008)

s Martinem Speakem (+ Bobo Stenson a Mick Hutton)
- Change of Heart (ECM, 2002)

Bobo Stensonem (+ Anders Jormin)
- Goodbye (ECM, 2005)

s Jacobem Sacksem (+ Eivind Opsvik a Mat Maneri)
- Two Miles a Day (Yeah Yeah, 2005)

s Tethered Moon (trio Masabumi Kikuchi a Gary Peacock)
- First Meeting (Winter & Winter, 1997)
- Chansons d’Édith Piaf (Winter & Winter, 1999)
- Experiencing Tosca (Winter & Winter, 2004)

Pietro Tonolo Gil Goldstein a Steve Swallow
- Your Songs: The Music of Elton John (ObliqSound, 2007)